# بوئینگ اسکای‌فاکس
بوئینگ اسکای فاکس(به انگلیسی: Boeing Skyfox) یک هواپیمای آموزشی جت دو موتوره آمریکایی است که نسخه توسعه‌یافته بسیار پیشرفته ای از لاکهید تی-۳۳ است. این هواپیما به عنوان یک هواپیمای آموزشی اصلی برای رقابت و جایگزینی با سسنا تی-۳۷ تویت طراحی شد. علاوه بر نقش اصلی خود به عنوان یک هواپیمای آموزشی، پیش‌بینی می‌شد که این هواپیما نقش‌های دیگری از جمله حمله زمینی نیز داشته باشد. این برنامه توسط شرکت اسکای‌فاکس در سال ۱۹۸۳ آغاز شد و در سال ۱۹۸۶ توسط بوئینگ خریداری گردید.
این برنامه شامل جایگزینی موتور توربوجت آلیسون J33-A-35 با دو موتور توربوفن Garrett TFE731-3A بود. همچنین بخش گسترده‌ای از بدنه هواپیما باز طراحی شده بود. تنها یک نمونه اولیه از هواپیما ساخته شد و این برنامه بعداً به دلیل کمبود مشتری لغو شد. اسکای‌فاکس یک جنگنده جدید نیروی هوایی ایالات متحده در قسمت سوم مجموعه گرگ آسمان بود.

## مشخصات فنی
داده‌ها از Jane's All the World's Aircraft 1986–87
ویژگی‌های عمومی
- خدمه: ۲
- طول: ۴۶ فوت ۰ اینچ (۱۴٫۰۲ متر)
- پهنای بال: ۳۸ فوت ۱۰ اینچ (۱۱٫۸۴ متر)
- ارتفاع: ۱۲ فوت ۴ اینچ (۳٫۷۶ متر)
- مساحت بال‌ها: ۲۳۹٫۲ فوت مربع (۲۲٫۲۲ متر مربع)
- ایرفویل: ۶٫۶۸:۱
- وزن خالی: ۱۰٬۲۸۴ پوند (۴٬۶۶۵ کیلوگرم)
- وزن ناخالص: ۱۶٬۲۳۵ پوند (۷٬۳۶۴ کیلوگرم) (clean)
- بیشترین وزن برخاست: ۲۰٬۰۰۰ پوند (۹٬۰۷۲ کیلوگرم)
- ظرفیت سوخت: ۷۷۹ گالون آمریکایی (۶۴۹ گالون بریتانیایی؛ ۲٬۹۵۰ لیتر) داخلی
- پیشرانه: ۲ عدد موتور توربوفن Garrett TFE731-3A, ۳٬۷۰۰ پوند-نیرو (۱۶ کیلونیوتن) thrust در هر موتور

عملکرد
- حداکثر سرعت: ۵۰۵ گره (۵۸۱ مایل بر ساعت، ۹۳۵ کیلومتر بر ساعت) در ارتفاع بهینه
- بُرد: ۱٬۹۶۰ مایل دریایی (۲٬۲۶۰ مایل، ۳٬۶۳۰ کیلومتر) (سوخت داخلی)
- بُرد معبر: ۲٬۹۴۷ مایل دریایی (۳٬۳۹۱ مایل، ۵٬۴۵۸ کیلومتر)
- حداکثر ارتفاع: ۵۰٬۰۰۰ فوت (۱۵٬۰۰۰ متر)
- حد شتاب جی: +۷٫۳۳, -۳٫۵
- نرخ صعود: ۷٬۵۰۰ فوت بر دقیقه (۳۸ متر بر ثانیه)

تسلیحات

- ۶٬۰۰۰ پوند (۲٬۷۰۰ کیلوگرم) مخازن خارجی

## همچنین ببینید
توسعه مرتبط
- لاکهید تی-۳۳ شوتینگ‌استار
- لاکهید اف-۹۴ استارفایر
- لاکهید پی-۸۰ شوتینگ استار
- لاکهید تی۲وی سی‌استار

هواپیماهای با پیکربندی، عملکرد یا دوره زمانی مشابه
- آئرو ال-۳۹ آلباتروس
- بی‌ای‌ئی سیستمز هاوک
- سسنا تی-۳۷ تویت